# Вроцлав-Особовице
Вроцлав-Особовице (пол. Wrocław Osobowice) — пассажирская и грузовая железнодорожная станция в городе Вроцлав, в Нижнесилезском воеводстве Польши. Имеет 2 платформы и 3 пути.
Станция была построена на железнодорожной линии Познань-Главный — Вроцлав-Главный в 1856 году, когда эта территория была в составе Королевства Пруссия.